# Exobasidium cylindrosporum
Exobasidium cylindrosporum är en svampart som beskrevs av Ezuka 1990. Exobasidium cylindrosporum ingår i släktet Exobasidium och familjen Exobasidiaceae.   Inga underarter finns listade i Catalogue of Life.